# Commentarii Societatis Regiae Scientiarum Gottingensis
Commentarii Societatis Regiae Scientiarum Gottingensis (abreviado Comment. Soc. Regiae Sci. Gott.) fue una revista científica ilustrada con descripciones botánicas que fue editada en Gotinga (Alemania). Se publicaron 5 números desde el año 1751 hasta 1782. Fue reemplazada por Novi commentarii Societatis Regiae Scientiarum Gottingensis.